# Mohammad-Taqi Bahar

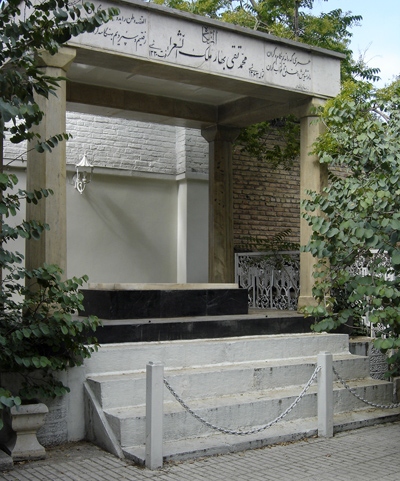
Grab von Mohammad-Taqi Bahar auf dem Zahir-od-dowleh Friedhof in Teheran

Mohammad-Taqi Bahār (persisch محمدتقی بهار, DMG Moḥammad-Taqī-ye Bahār; geb. 29. Dezember 1886 in Maschhad; gest. 22. April 1951 in Teheran), bekannt als Malek osch-Scho'arā (von arabisch ملک‌ الشعراء, DMG malik aš-šu‘arā’ ‚König der Dichter‘, ursprünglich sein Titel als Oberhofdichter des Schahs) und Malek osch-Scho'arā-ye Bahār, war ein renommierter iranischer Dichter und Gelehrter. Er kann als einer der größten Dichter der persischen Moderne angesehen werden. Des Weiteren war er Politiker, Journalist, Historiker und Professor der Literatur. Obwohl er ein Poet des 20. Jahrhunderts war, waren seine Gedichte sehr traditionell und von starkem Nationalismus geprägt.

## Leben
Als Schriftsteller und als Politiker nahm er aktiv an der Konstitutionellen Revolution von 1906 teil. Ab 1916 wirkte er in der Gesellschaft für
Literatur Daneschkade mit, die sich zum Ziel gesetzt hatte, „Mit neuen Gedanken antike Verse“ zu schreiben. Als Professor an der Universität Teheran gehörte er zu jenen, die zur Weiterentwicklung der Literaturgeschichte beitrugen.
Seine Inspiration schöpfte er aus dem Leben seiner Zeit – sie war politisch, sozial und moralisch geprägt. Sein Wirkungsspektrum umfasste alle lyrischen Formen, speziell jedoch die der Qasiden. Er verstand es meisterhaft, traditionelle Elemente harmonisch mit Elementen der modernen Sprache (hier Archaismen) mit Elementen der Alltagssprache (auch Dialekten) zu verbinden.  Mit seiner Erweiterung der Inspiration und der Ausdrucksmittel übte er einen großen Einfluss auf die Dichtung des 20. Jahrhunderts aus.
Mit dem Musiker Morteza Neydavoud (1900–1990) schuf er das populäre iranische Lied Morgh-e Sahar.